# Silent Snow
「Silent Snow」（サイレント・スノー）は、花澤香菜の楽曲。花澤香菜の4枚目のシングルとして2013年1月16日にアニプレックスから発売された。前作「happy endings」から3か月ぶりのリリースとなる2013年1枚目のシングル。

## 収録曲
（全作曲：北川勝利）
1. Silent Snow [5:04][1]
作詞：北川勝利、編曲：北川勝利・長谷泰宏
2. CALL ME EVERYDAY [3:45][1]
作詞：西寺郷太、編曲：桜井康史・北川勝利
3. あるいていこう [1:54][1]
作詞・編曲：北川勝利
4. Silent Snow（Instrumental）

DVD（初回限定盤のみ）
1. Silent Snow（Music Clip）

## ミュージシャン
| Silent Snow - Guitar, Bass, Chorus, Programming & Timpani：北川勝利 - Programming, Chorus & Glocken：acane_madder - Piano：末永華子 - Guitar：奥田健介 - Strings：弦一徹ストリングス CALL ME EVERYDAY - Programming：桜井康史 - Guitar：奥田健介 - Chorus：北川勝利、acane_madder あるいていこう - Guitar, Chorus, Tambourine & Programming：北川勝利 - Piano & Chorus：末永華子 - Chorus：acane_madder - Drums：宮田繁男 |